# بورث ست اغنس (كامبريدجشير)
بورث ست اغنس (بالإنجليزية: Papworth St Agnes)‏ هي قرية وأبرشية مدنية تقع في المملكة المتحدة في إنجلترا.